# ریوما هاشیوچی
ریوما هاشیوچی (انگلیسی: Ryoma Hashiuchi؛ زادهٔ ۲۲ آوریل ۱۹۸۹) بازیکن فوتبال اهل ژاپن است.